# Юго-Западная Кавказская демократическая республика
Юго-Западная Кавказская демократическая республика, или Карсская республика — неофициальные названия протурецкого государственного образования, провозглашённого в конце 1918 года на территории Карсской области, занятого турецкими войсками. Правительство республики именовало себя Временным национальным правительством Юго-Западного Кавказа (осман. Cenûb-ı Garbî Kafkas Hükûmet-i Muvakkate-i Millîyesi‎).
Самопровозглашённое государство претендовало на заселённые главным образом мусульманами Карсскую и Батумскую области, часть Эриванского уезда Ереванской губернии, Ахалцихский и Ахалкалакский уезды Тифлисской губернии.
Вооружённые формирования Карсской республики, насчитывавшие 5-6 тысяч человек, состояли из местных ополченцев и демобилизованных турецких солдат и офицеров, финансировались и вооружались Турцией.
В связи с усилением пантюркистских тенденций в деятельности руководства Карской республики, 19 апреля 1919 года она была упразднена британскими оккупационными войсками, а военно-гражданское управление областью было передано Республике Армения.

## Предыстория
В соответствии с Мудросским перемирием от 30 октября 1918 года, завершившим военные действия между Антантой и Османской империей, Турция была обязана отвести свои войска из Закавказья и Ирана к своим довоенным границам. Это позволяло правительствам Грузии и Армении претендовать на Батумскую и Карсскую области — бывшие российские территории, которые Советская Россия в марте 1918 года была вынуждена уступить Османской империи по Брестскому мирному договору. Мудросское перемирие, однако, позволяло турецким войскам оставаться на территории Батумской и Карсской областей на неопределённый период времени, пока союзные державы не потребуют их вывода «после изучения положения на местах». Более того, османские власти распорядились оставить тысячи турецких военнослужащих на бывших оккупированных территориях Закавказья и Северного Кавказа в качестве инструкторов и советников местных вооружённых формирований.
К 4 декабря турецкие войска отошли к границе, существовавшей до Русско-турецкой войны 1877—1878 годов, однако ещё два месяца продолжали занимать Карскую область. Их присутствие дало возможность местным протурецким силам провозгласить самостоятельность и развернуть борьбу против вхождения в Республику Армения. После формального вывода турецких войск из Закавказья военнослужащие 9-й турецкой армии, сменив форму, остались на службе в милицейских формированиях марионеточных протурецких государственных образований.

## История
5 ноября 1918 года в Карсе был созван съезд мусульман Карсской области, в котором приняли участие командующий турецкой 9-й армией Шевкет-паша и управляющий Карсским санджаком Хилми-бей. Участники съезда сформировали Национальный мусульманский совет и заявили о непризнании власти Армении и Грузии. Задача Национального мусульманского совета заключалась в том, чтобы сохранить Карсскую область в турецкой сфере влияния и не допустить возвращения на территорию области сотен тысяч армянских беженцев, покинувших свои дома весной 1918 года в ходе турецкого наступления.
30 ноября - 1 декабря 1918 года на следующем съезде в Карсе приняли участие 70 представителей из Карсской, Батумской, Ордубадской, Нахичеванской, Ахалцыхского, Ахалкалакского, Сурмалинского и других областей и районов. На съезде был принят «Акт о Независимости», который провозглашал создание Юго-Западной Демократической Республики с центром в городе Карс.
7 января 1919 года командир переброшенной в Закавказье английской 27-й дивизии генерал-майор Дж. Форестье-Уолкер известил Шевкет-пашу о намерении взять на себя военное и гражданское управление Карсской областью. Военным губернатором (управляющим) Карса был назначен английский офицер К. Э. Темперли. Форестье-Уолкер потребовал от Шевкет-паши незамедлительно убрать турецкие военные патрули на линии Карс — Александрополь, открыть границы для свободного передвижения населения и поездов и завершить вывод турецких войск из области к 25 января. 8 января Форестье-Уолкер подписал соглашение с министром иностранных дел Республики Армения, согласно которому до принятия окончательного решения на Парижской конференции предусматривалось создать Карсское областное гражданское управление, в состав которого должны были войти армяне и которое должно было подчиняться назначенному британцами военному управляющему. Правительство Армении со своей стороны попросило британскую военную миссию обеспечить возвращение в Карсскую область армянских беженцев, поставки населению области зерна и хлеба, а также сохранность и безопасность остававшегося в Карсе имущества. 14 января правительство Республики Армения приняло решение о присоединении Карсской области к Армении. Руководителем Карсского областного гражданского управления был назначен Ст. Корганян. 17 января А. Хатисян сообщил на заседании парламента, что 25 января Карс будет передан Республике Армения.
Тем временем в Карс прибыл военный управляющий Темперли в сопровождении 120 военнослужащих, а также группа государственных служащих, назначенных Республикой Армения.
Британские власти, однако, не выполнили своих обязательств по соглашению с Арменией. 17-18 января при содействии Турции в Карсе собралось более ста делегатов, провозгласивших «Юго-Западную Кавказскую Республику» с центром в Карсе и сформировавших временное правительство «Шуро», состоявшее исключительно из мусульман и полностью контролировавшееся деятелями младотурецкой партии «Единение и прогресс» Нури-пашой (братом Энвер-паши) и Халил-пашой.
В основных городах Карсской области — Олту, Кагызмане, Ыгдыре, Сарыкамыше, Ардагане и самом Карсе, — а также на соседних территориях со значительным мусульманским населением, включая Ахалцихе и Батуми, были сформированы местные «национальные мусульманские советы».
Карсская республика приняла турецкий флаг и провозгласила турецкий язык государственным. В заявлении, направленном лидерам Антанты — Дэвиду Ллойд Джорджу, Раймону Пуанкаре и Вудро Вильсону, мусульмане Юго-Западного Кавказа потребовали признать их права на территорию Карсской области, а также ряд районов Эриванской, Тифлисской и Кутаисской губерний. Было заявлено, что населяющие эти территории мусульмане насчитывают 3 миллиона, в то время как армяне и греки составляют лишь 10 процентов населения.
Не желая идти на конфликт, британская военная миссия в Закавказье не только не препятствовала провозглашению «Юго-Западной Кавказской Республики», но и фактически признала её создание. 21 января Форестье-Уолкер уведомил министра иностранных дел Армении об аннулировании своих прежних распоряжений и отправил служащих армянской администрации из Карса обратно в Александрополь на основании «неприкрытой антипатии карсских мусульман к армянам».
Британские войска перекрыли все дороги в Карс, не позволяя беженцам возвращаться в свои дома. Тяжёлое положение армянских беженцев, скопившихся в Александрополе, усугублялось медлительностью и нерешительностью властей Республики Армения, не сумевших принять своевременные и действенные меры по спасению их от голода и организации репатриации.
27 марта парламентом был утверждён новый состав правительства:
- председатель Совета министров Ибрагим-бек Джангиров, бывший кадровый офицер;
- военный министр — Гасан-бек Джангиров, брат премьер-министра, также являвшийся в прошлом кадровым офицером;
- министр внутренних дел — Али Риза-бек, уроженец Кагызманского санджака;
- министр иностранных дел — Фахраддин-бек, профессиональный юрист;
- министр финансов — Мамед-бек Султанов;
- министр путей сообщения — Ахмед Гаджиев;
- министр земледелия — Молла Велам, купец;
- министр юстиции — Аббас Али-бек Алибеков;
- министр призрения — Мусеиб Муганлинский, врач;
- министр просвещения — Михаил Андрианов;
- министр продовольствия — Юсиф Юсифов.

Отношение британцев к Карской республике резко изменилось после того, как её вооружённые формирования вторглись в контролируемые Грузией районы Ахалкалаки и Ахалцихе. В начале апреля 1919 года, после контрнаступления грузинской армии, английские войска, дислоцированные в Эривани, вступили в Карс. 10 апреля лидеры Карской республики были арестованы и сосланы. Карская республика прекратила существование. 20 апреля Карс был передан под контроль Армении.
К 22 апреля грузинские войска сломили сопротивление отрядов Сервер Бека в Ахалцихе и Ардагане, после чего эти районы перешли под контроль Грузии. Районы Карса и Сарыкамыша были переданы Республике Армения. В район Олту (Олти), на который претендовали Армения и Грузия и в сектор Карагурт, на который претендовала Армения, британское командование не разрешило ввод армянских и грузинских войск. Управление в этих районах британцы передали местным мусульманам. Позже Грузия уступила Армении часть района Ардаган (сектор Окам и большую часть сектора Чилдыр).